# Пріар
Пріар або Пріарій (д/н — 378) — король алеманів-лентіїв. Германське ім'я невідоме (лише остання частина — «хрігер»). Ймовірно, є римським прізвиськом.

## Життєпис
Відомості про нього обмежені. Був очільником германського племені лентіїв (одного з алеманських), що розташовувалося в районі Боденського озера. Можливо, завдяки Пріару лентії стають одними з найпотужніших серед алеманів. Він очолив військо в 40 тис. вояків, з яким атакував землі Римської імперії. Перед тим імператор Валент на Сході зазнав нищівної поразки від готів під Адріанополем, а імператор Граціан (на Заході) був доволі молодим. Втім Граціан рушив проти Пріара. Фактично армією керував франк Маллобавд. Саме з останнім Пріар зустрівся у вирішальній битві біля Аргентоварія, де алемани зазнали повної поразки, втративши до 30 тис. вояків. Загинув також Пріар. Внаслідок цього значення лентіїв падає й вони швидко зникають з історичних джерел.